# Festival delle arti caraibiche
Il Festival caraibico delle arti, comunemente conosciuto come Carifesta, è un evento multiculturale organizzato dai Paesi facenti parte dell'area caraibica, in luoghi cambiati annualmente. Le principali attrattive sono il periodico arrivo di artisti, musicisti, scrittori, e l'esibizione di manifestazioni folkloristiche e tradizionali locali, legate alla nazione d'origine dei gruppi di partecipanti.
La prima edizione del festival centroamericano fu istituito nel 1972, in Guyana. Questo incontro fu organizzato dall'associazione  Guyana's Forbes Burnham, sullo spunto di un evento piuttosto similare che ebbe luogo a Porto Rico venti anni prima.